# Kresal
Kresal je priimek več znanih Slovencev:
- Barbara Kresal (*1969), profesorica delovnega prava, socialne varnosti in človekovih pravic PF UL
- France Kresal (*1935), zgodovinar
- Friderika Kresal, fizioterapevtka, prof. dr.
- Gregor Kresal (*1969), arhitekt, alpinist, režiser, fotograf
- Janez Kresal (*1938), arhitekt
- Katarina Kresal (*1973), pravnica, odvetnica in političarka
- Katarina Kresal Šoltes (*1966), pravnica (dr.), public.
- Rudolf Kresal (1905—1975), pisatelj, novinar, urednik in prevajalec
- Steklarstvo Kresal (Ljubljana)